# المحف (المضاربة والعارة)

تعديل مصدري - تعديل

المحف هي إحدى قرى عزلة المضاربة بمديرية المضاربة والعارة التابعة لمحافظة لحج، بلغ تعداد سكانها 207 نسمة حسب تعداد اليمن لعام 2004.